# Exoneura botanica
Exoneura botanica är en biart som beskrevs av Cockerell 1905. Exoneura botanica ingår i släktet Exoneura och familjen långtungebin. Inga underarter finns listade i Catalogue of Life.

## Bildgalleri

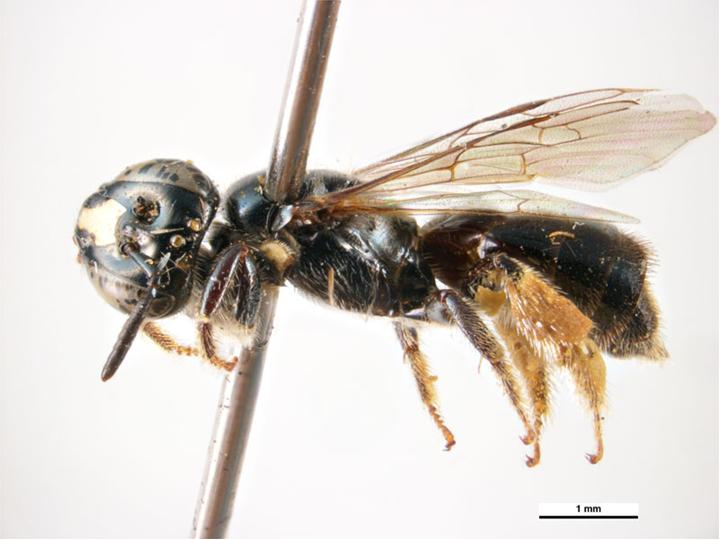